# Zinislopa troopa
Zinislopa troopa är en insektsart som beskrevs av Webb 1983. Zinislopa troopa ingår i släktet Zinislopa och familjen dvärgstritar. Inga underarter finns listade i Catalogue of Life.